# Бартошевиці (Великопольське воєводство)
Бартошевиці (пол. Bartoszewice, нім. Bartoschewitz) — село в Польщі, у гміні Ютросін Равицького повіту Великопольського воєводства.
Населення — 130 осіб (2011).
У 1975-1998 роках село належало до Лешненського воєводства.

## Демографія
Демографічна структура станом на 31 березня 2011 року:
|          | Загалом | Допрацездатний вік | Працездатний вік | Постпрацездатний вік |
| -------- | ------- | ------------------ | ---------------- | -------------------- |
| Чоловіки | 70      | 19                 | 43               | 8                    |
| Жінки    | 60      | 12                 | 32               | 16                   |
| Разом    | 130     | 31                 | 75               | 24                   |